# Lača
Jezero Lača (rus. Ла́ча, Ла́че) je slatkovodno jezero koje se nalazi na jugu Kargopoljskog rajona Arhangelske oblasti u Rusiji, 7 km južno od grada Kargopola. To je najveće jezero u Arhangelskoj oblasti, s površinom od 334 km2 i površinom porječja od 12600 km2. Jezero Lača je izvor rijeke Onege, jednog od glavnih vodenih putova u slijevu Bijelog mora.
Etimološki, nije otkriveno prijeklo imena jezera.
Slijev jezera Lača obuhvaća južni i zapadni dio Kargopoljskog rajona Arhangelske oblasti, kao i sjeverozapadni dio Vologodske oblasti. Posebno uključuje dva najveća jezera Arhangelske i Vologodske oblasti, Vože i Ljokšmozero. Južni dio Nacionalnog parka Kenozerski također pripada slijevu jezera Lača.
Područje između Kargopolja i jezera je plovno, međutim, ni Svid uzvodno od jezera niti Onega nizvodno nisu plovne zbog brzaca. Povremeno postoje izleti rekreacijskim brodom iz Kargopola do jezera, ali nema putničke ili teretne plovidbe.
Nekoliko sela nalazi se na obalama ili blizu njih, uključujući Morshčihinskaja, Tobolkino i Filosofskaja. Potonji par nalazi se na cesti koja povezuje Kargopol s Lipin Borom preko Sovze. Još jedna neasfaltirana cesta vodi od Kargopolja uz desnu obalu Onege do jezera, a zatim do sela Bolšaja Kondratovskaja, nekoliko kilometara od obale jezera.